# Giuseppe Di Vittorio
Giuseppe Di Vittorio, [también conocido bajo el seudónimo de Nicoletti] (11 de agosto de 1892 - 3 de noviembre de 1957), fue un sindicalista y político comunista italiano, uno de los líderes más influyentes del movimiento obrero después de la Primera Guerra Mundial.
Nació en Ceriñola, Apulia, en el seno de una familia de humildes jornaleros agrícolas. Después de la muerte de su padre Di Vittorio se vio obligado a abandonar la escuela y pasó a trabajar como jornalero. Se unió a la huelga general de mayo de 1904, acción en la que cinco trabajadores fueron asesinados por las tropas en Ceriñola. Di Vittorio fue influenciado fuertemente por el crecimiento de las organizaciones de campesinos y la propagación de las ideas socialistas, participando en la organización local de jóvenes socialistas (Socialista Federazione Giovanile). Como autodidacta, Di Vittorio se convirtió en activista dentro del movimiento socialista desde la adolescencia: a los quince años ya era miembro del Círculo de la Juventud Socialista en Ceriñola, y, en 1911, se trasladó a Minervino Murge para dirigir la Cámara del Trabajo, y luego hizo lo mismo en Bari.
Di Vittorio se convirtió en líder de los anarcosindicalistas Unione Sindacale Italiana después de su formación en 1912. A diferencia de la mayoría de sus compañeros -que se opusieron al militarismo y la entrada de Italia en la Primera Guerra Mundial-, Di Vittorio abogó por el irredentismo de Filippo Corridoni y combatió en la guerra, donde sufrió graves heridas.
En 1921, después de dividirse el Partido Socialista Italiano en su Congreso de Livorno, se unió al Partido Comunista Italiano (PCI). También se unió a la organización militante antifascista Arditi del Popolo, y fue elegido Diputado en la Cámara de Diputados italiana en 1924. La nueva situación tras el ascenso del fascismo y la gran Marcha a Roma, lo convirtieron en un enemigo del régimen de Benito Mussolini. Condenado a doce años de prisión por un tribunal especial fascista en 1925, logró huir a Francia, donde participó en la refundación de la Confederación General Italiana del Trabajo (CGIL) que se integró en la Internacional Sindical Roja. Di Vittorio vivió en la Unión Soviética desde 1928 hasta 1930, en calidad de representante de Italia ante la Internacional Campesina. Luego regresó a París, donde entró en el Comoité Central del Partido Comunista de Italia en el exilio.
Se unió al bando republicano en la lucha contra las fuerzas sublevadas de Francisco Franco en la guerra civil española en 1936. Fue comisario político de la XI Brigada dentro de las Brigadas Internacionales. Al finalizar la guerra en España marchó a París y fue arrestado por los tropas nazis alemanas tras la ocupación de Francia, que lo entregaron en custodia a la policía fascista italiana. En 1943 fue puesto en libertad por los partisanos y posteriormente se unió a la resistencia en la lucha contra la República Social Italiana de Mussolini en el norte de Italia.
Giuseppe Di Vittorio fue uno de los líderes sindicales más influyentes en la historia del movimiento obrero después de la guerra, liderando la Confederación General Italiana del Trabajo (CGIL) en su refundación tras el periodo fascista y la poderosa Federación Sindical Mundial (FSM) hasta su fallecimiento.